# 岩井浩二
岩井 浩二（いわい こうじ、1985年3月11日 - ）は、日本の元男子バレーボール選手、指導者である。

## 来歴
千葉県船橋市出身。兄の影響で中学1年生からバレーボールを始める。
市立船橋高等学校を経て中央学院大学に進学。2006年、全日本ビーチバレー大学選手権で長谷川徳海とペアを組み優勝。2006/07シーズン、V・チャレンジリーグIに所属する富士通カワサキレッドスピリッツの内定選手となった。内定選手としてV・チャレンジリーグの試合に出場し、Vリーグデビューを果たした。
2007年、大学卒業後に、富士通カワサキレッドスピリッツに入団した。
2008/09シーズン、V・チャレンジリーグで準優勝に貢献し、敢闘賞を受賞した。2009/10シーズンも同様に、V・チャレンジリーグで準優勝に貢献し、敢闘賞を受賞。以降も優勝、準優勝の成績を残すものの、V・チャレンジマッチ（入替戦）で敗れ、V・プレミアリーグには昇格できなかった。
2018/19シーズン、2019年3月10日に、2018-19 V.LEAGUE DIVISION2 MEN（V2男子）の大同特殊鋼レッドスター戦でVリーグ通算230試合出場を果たし、Vリーグ栄誉賞の受賞基準に到達した。チームの優勝が決まった後の4月6日、2019年黒鷲旗全日本選抜大会をもっての現役引退が発表された。リーグ終了後にVリーグ栄誉賞を受賞し、最後のシーズンをV2優勝とVリーグ栄誉賞で華を添えた。
2022年、V1女子に所属するPFUブルーキャッツのコーチに就任した。

## 所属チーム
- 市立船橋高等学校（2000-2003年）
- 中央学院大学（2003-2007年）
- 富士通カワサキレッドスピリッツ（2007-2019年）

## 受賞歴
- 2009年 - 2008/09 V・チャレンジリーグ 敢闘賞
- 2010年 - 2009/10 V・チャレンジリーグ 敢闘賞
- 2019年 - 2018-19 V.LEAGUE DIVISION2 MEN Vリーグ栄誉賞